# David Nethercot
David Nethercot OBE, BSc, PhD, DSc, FREng, FIStructE, FICE, FCGI é um engenheiro estrutural britânico.
É atualmente chefe do Departamento de Engenharia Civil do Imperial College London. Foi presidente do Institution of Structural Engineers (IStructE) em 2003-04 e recebeu em 2008 a Medalha de Ouro do IStructE.